# タウ (テレビ)
Τ（タウ）は、松下電器産業（現：パナソニック）が生産していたテレビのブランド名称で、同社の登録商標（日本第4334778号ほか）である。VIERAの前身にあたる。同ブランドの機種は2007年8月に全て生産終了したため、現在は使用されていない。
なお、Τ（タウ）のブランド概要についてはパナソニックのテレビブランドの変遷を参照。
1999年に初代Tを発売

## Τ（タウ）ブランドでの最終機種

### ハイビジョンブラウン管テレビ
- TH-36/32/28D50（2003年）
  - デジタル放送3波チューナーフル搭載のハイビジョンブラウン管テレビ第1号。PEAKSプロセッサー&ドライバーを搭載。
  - TH-36/32D50はオールフォーカス・チューブ、TH-28D50はタウフラットハイビジョン管を採用。
  - リアルブラックスタビライザー回路、輝度連動型VM回路などを搭載。「NEWテレビ番組ガイド」搭載。
- TH-36/32D60（2004年）
  - 「NEWテレビ番組ガイド」搭載。PEAKSプロセッサー&ドライバーを搭載。
  - ブラウン管にNEWオールフォーカス・チューブを採用し、コントラストを向上。
  - リアルブラックスタビライザー回路、輝度連動型VM回路、デジタルシネマリアリティ、デジタルゴーストリダクション回路を搭載。
  - 松下東芝映像ディスプレイ（現・MT映像ディスプレイ）の国内でのブラウン管事業撤退によって、本機種がハイビジョンブラウン管テレビの最終機種となった。

### デジタル3波チューナー搭載ブラウン管テレビ
- TH-32/28D55（2004年）
  - デジタル放送3波チューナー搭載。本体前面はプラズマビエラPX300・液晶ビエラLX300両シリーズに準じたデザイン。
  - フラットハイビジョン管を採用。
  - PEAKSプロセッサー&ドライバー、リアルブラックスタビライザー回路、輝度連動型VM回路、デジタルシネマリアリティを搭載。
- TH-32/28D65（2005年）
  - D55シリーズの後継機。前作「D55シリーズ」とはリモコンデザインを大幅変更（プラズマビエラPX500/50シリーズ・液晶ビエラLX500/50シリーズと同じ「らくらくリモコン」）。本体前面はプラズマビエラPX50・液晶ビエラLX50両シリーズに準じたデザイン。
  - ハイビジョンブラウン管ではなくフラットハイビジョン管を採用。
  - PEAKSプロセッサー&CRT PEAKSドライバー、輝度連動型VM回路を搭載。
  - 2006年10月時点でTH-32/28D65ともに生産完了し、デジタル3波チューナー搭載ブラウン管テレビの最終機種となった。

### アナログチューナー搭載ブラウン管テレビ
アナログチューナーのみ搭載4:3ブラウン管テレビ。2011年以降はデジタルチューナーなどの接続をしなければデジタル放送を視聴することはできない。TH-25/21FA8は2007年8月に生産終了し、松下電器（現：パナソニック）のブラウン管テレビとしては最後の機種となった。
- TH-29/25FB8（ステレオ、BSアナログチューナー内蔵）
- TH-25/21FA8（ステレオ、BSアナログチューナーなし）
- TH-15FA5（フラットステレオテレビ。BSアナログチューナーなし。D1入力端子を1系統搭載）
- TH-15FR5（フラットモノラルテレビ、BSアナログチューナーなし）
- TH-21/17VFD30（DVDプレーヤー・VHSビデオ内蔵「3SHOTタウ」、BSアナログチューナーなし）
- TH-14R2（モノラルテレビ、BSアナログチューナーなし）　
- TH-14EV60（モノラルVHSビデオ内蔵「2SHOT」、BSアナログチューナーなし、入力端子は前面のみ）
- TH-21VFA60（ステレオ）/VFR60（モノラル、入力端子は前面のみ）（VHSビデオ内蔵「2SHOTタウ」、BSアナログチューナーなし）
- TH-15VFA5（ステレオ）/VFR5（モノラル、入力端子は前面のみ）（VHSビデオ内蔵「2SHOTタウ」、BSアナログチューナーなし）　